# Haletta semifasciata
Haletta semifasciata is een  straalvinnige vissensoort uit de familie van botervissen en wijtingen (Odacidae). De wetenschappelijke naam van de soort is voor het eerst geldig gepubliceerd in 1840 door Valenciennes.
De soort staat op de Rode Lijst van de IUCN als niet bedreigd, beoordelingsjaar 2009.